# Dambron
Pour les articles homonymes, voir Dambron (homonymie).
Dambron est une commune française située dans le département d'Eure-et-Loir en région Centre-Val de Loire.

## Géographie

### Situation
Dambron est situé dans la région naturelle de Beauce, dans le sud du Bassin parisien sur le bassin versant de la Loire.

Situation géographique
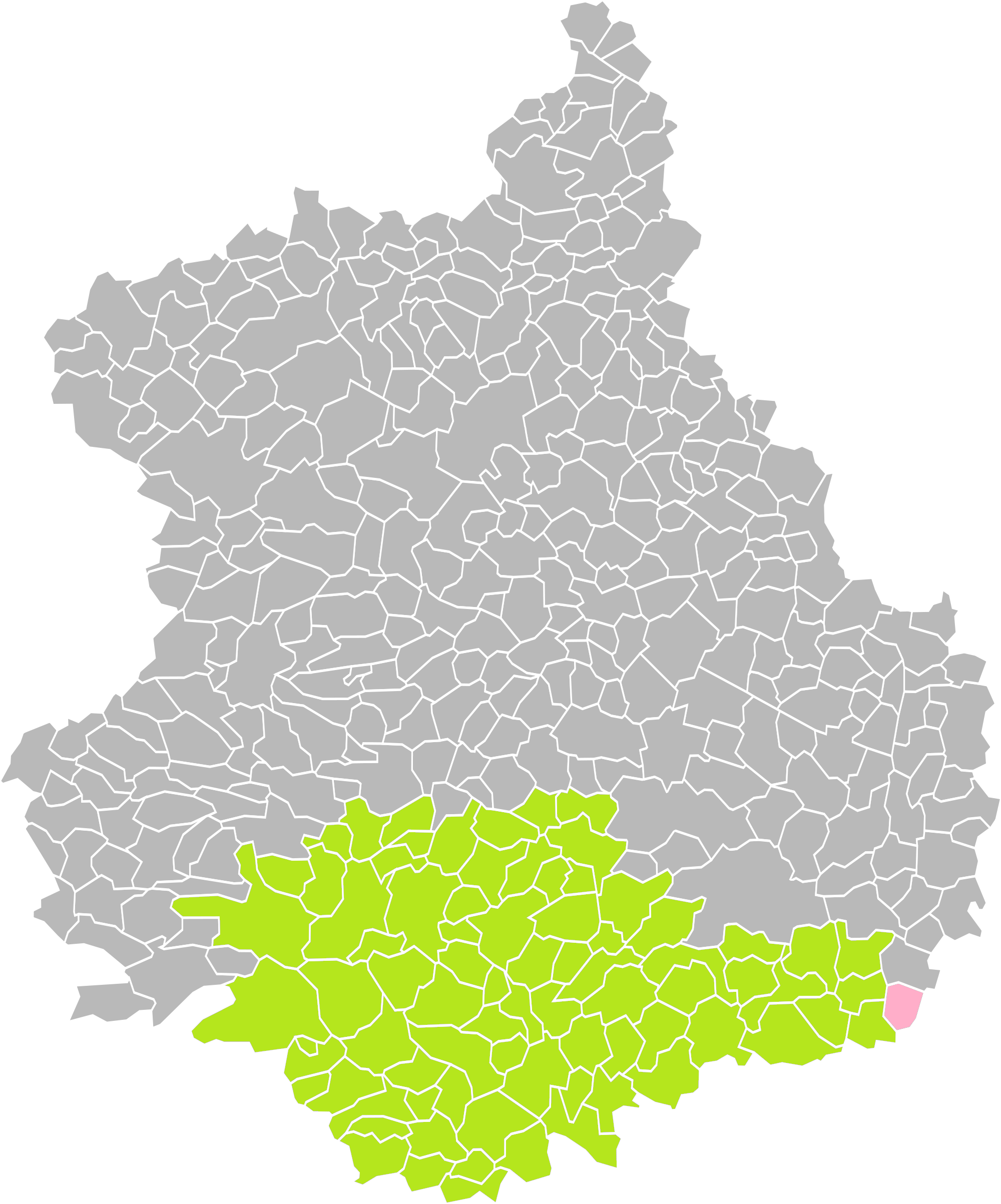
Dambron dans son arrondissement.
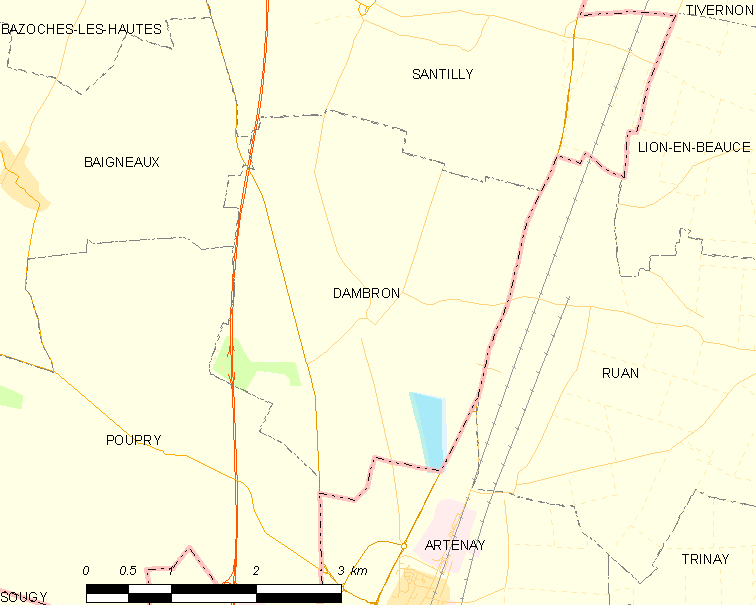
Carte de la commune de Dambron.

### Communes et département limitrophes
| Baigneaux | Santilly         | Lion-en-Beauce (Loiret) |
|           | Dambron          | Ruan (Loiret)           |
| Poupry    | Artenay (Loiret) |                         |

### Hydrographie

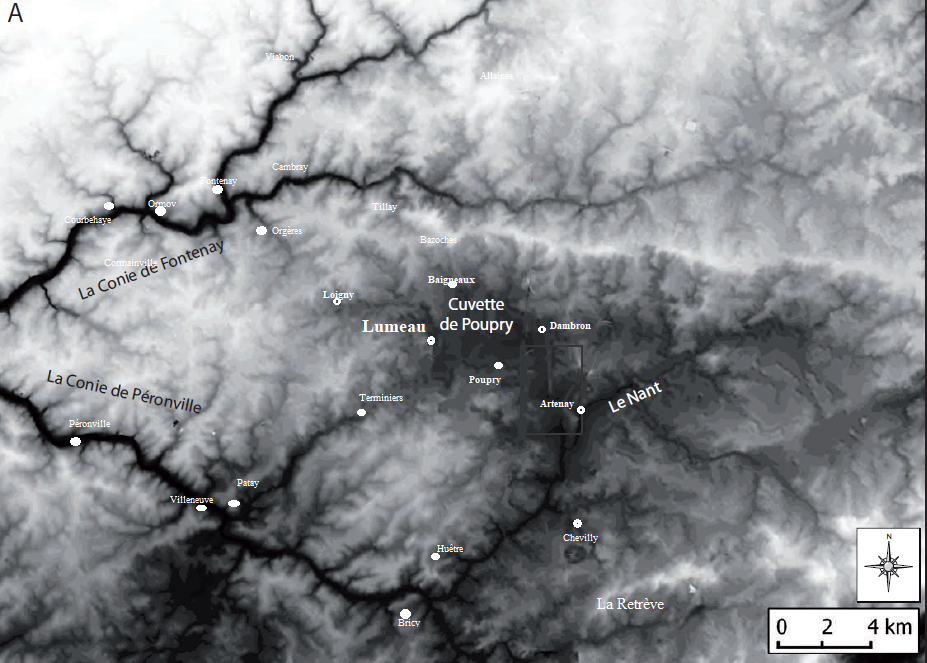
Relief du bassin versant amont de la Conie, avec Dambron sur le bord nord-est de la cuvette de Poupry.

D'un point de vue hydrographique, Dambron se trouve sur un plateau du réseau hydrographique fossile formé par les deux bras de la rivière Conie et ses assecs, dont la cuvette marnière de Poupry constitue un point amont.

### Climat
Pour des articles plus généraux, voir Climat du Centre-Val de Loire et Climat d'Eure-et-Loir.
En 2010, le climat de la commune est de type climat océanique dégradé des plaines du Centre et du Nord, selon une étude du CNRS s'appuyant sur une série de données couvrant la période 1971-2000. En 2020, Météo-France publie une typologie des climats de la France métropolitaine dans laquelle la commune est exposée à un climat océanique altéré et est dans la région climatique  Moyenne vallée de la Loire, caractérisée par une bonne insolation (1 850 h/an) et un été peu pluvieux. 
Pour la période 1971-2000, la température annuelle moyenne est de 10,8 °C, avec une amplitude thermique annuelle de 15,4 °C. Le cumul annuel moyen de précipitations est de 645 mm, avec 10,5 jours de précipitations en janvier et 7,4 jours en juillet. Pour la période 1991-2020, la température moyenne annuelle observée sur la station météorologique de Météo-France la plus proche, sur la commune de Trinay à 7 km à vol d'oiseau, est de 11,4 °C et le cumul annuel moyen de précipitations est de 645,3 mm,. Pour l'avenir, les paramètres climatiques de la commune estimés pour 2050 selon différents scénarios d'émission de gaz à effet de serre sont consultables sur un site dédié publié par Météo-France en novembre 2022.

## Urbanisme

### Typologie
Au 1er janvier 2024, Dambron est catégorisée commune rurale à habitat dispersé, selon la nouvelle grille communale de densité à 7 niveaux définie par l'Insee en 2022.
Elle est située hors unité urbaine. Par ailleurs la commune fait partie de l'aire d'attraction d'Orléans, dont elle est une commune de la couronne,. Cette aire, qui regroupe 136 communes, est catégorisée dans les aires de 200 000 à moins de 700 000 habitants,.

### Occupation des sols
L'occupation des sols de la commune, telle qu'elle ressort de la base de données européenne d’occupation biophysique des sols Corine Land Cover (CLC), est marquée par l'importance des territoires agricoles (94,7 % en 2018), en diminution par rapport à 1990 (95,6 %). La répartition détaillée en 2018 est la suivante : 
terres arables (94,7 %), zones industrielles ou commerciales et réseaux de communication (3,3 %), eaux continentales (2,1 %). L'évolution de l’occupation des sols de la commune et de ses infrastructures peut être observée sur les différentes représentations cartographiques du territoire : la carte de Cassini (XVIIIe siècle), la carte d'état-major (1820-1866) et les cartes ou photos aériennes de l'IGN pour la période actuelle (1950 à aujourd'hui).

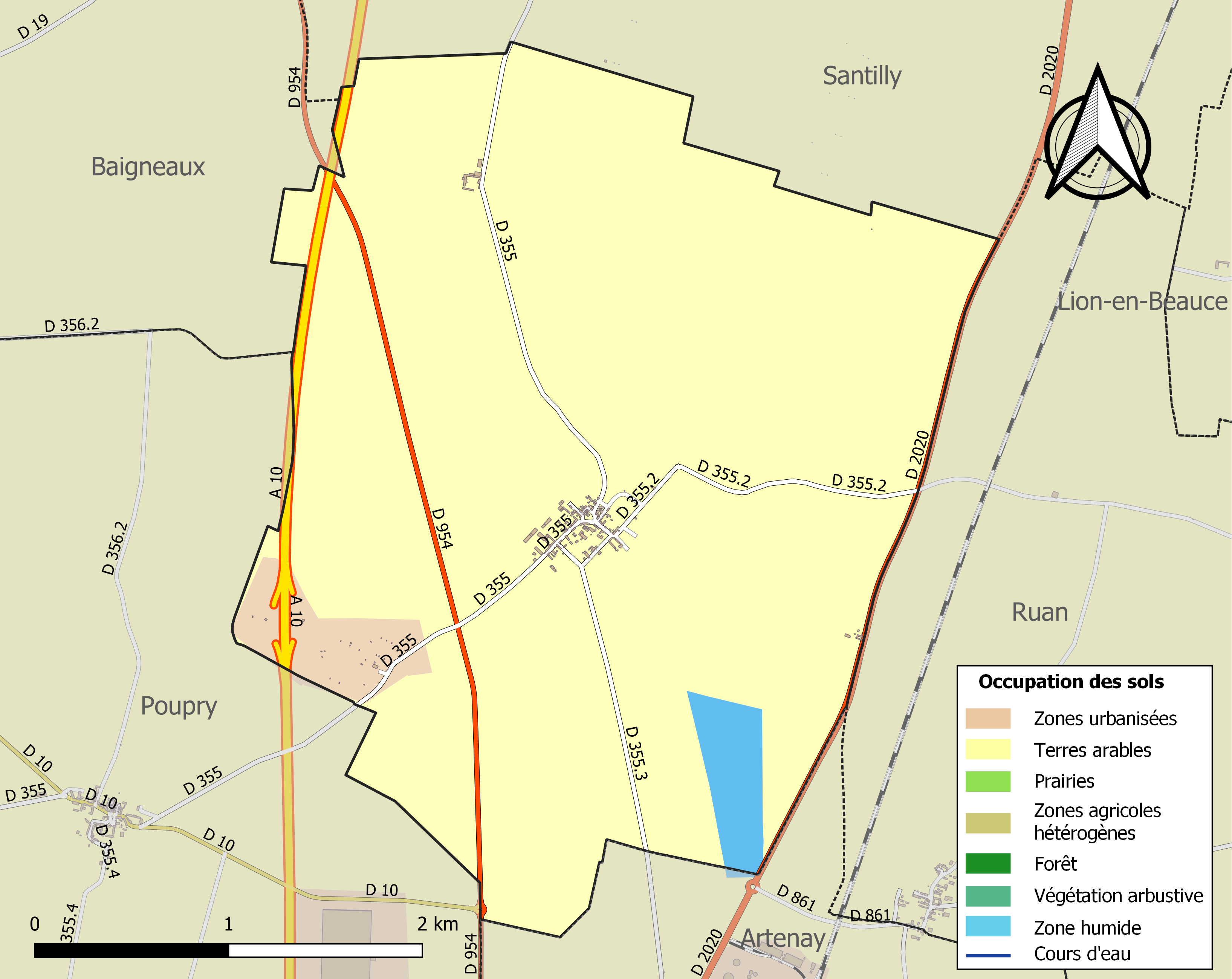
Carte des infrastructures et de l'occupation des sols de la commune en 2018 (CLC).

### Risques majeurs
Le territoire de la commune de Dambron est vulnérable à différents aléas naturels : météorologiques (tempête, orage, neige, grand froid, canicule ou sécheresse), inondations, mouvements de terrains et séisme (sismicité très faible). Il est également exposé à deux risques technologiques, le transport de matières dangereuses et  le risque industriel. Un site publié par le BRGM permet d'évaluer simplement et rapidement les risques d'un bien localisé soit par son adresse soit par le numéro de sa parcelle.

#### Risques naturels
Certaines parties du territoire communal sont susceptibles d’être affectées par le risque d’inondation par débordement de cours d'eau, notamment la Gervaine. La commune a été reconnue en état de catastrophe naturelle au titre des dommages causés par les inondations et coulées de boue survenues en 1999,.

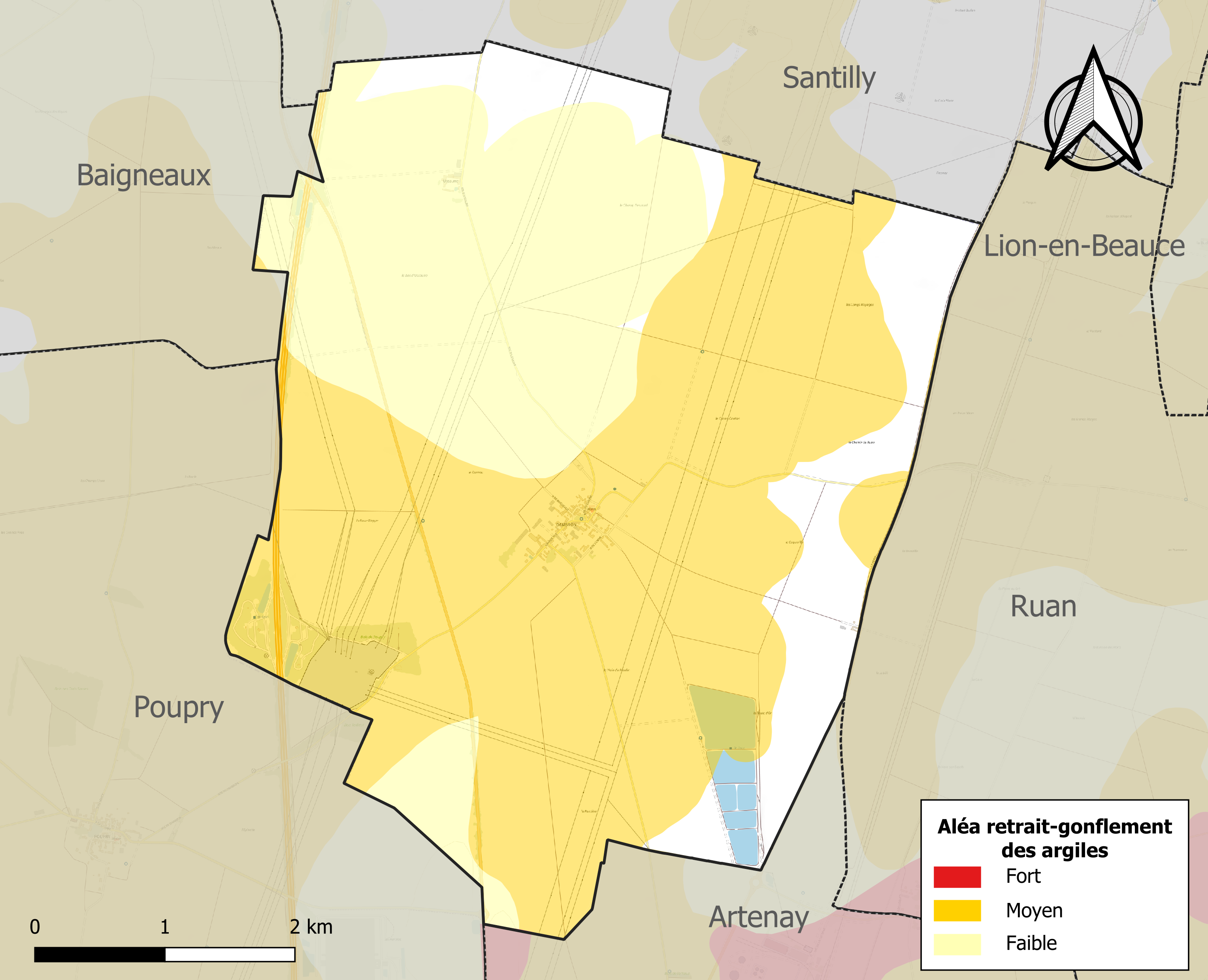
Carte des zones d'aléa retrait-gonflement des sols argileux de Dambron.

Les mouvements de terrains susceptibles de se produire sur la commune sont des mouvements de sols liés à la présence d'argile et des effondrements généralisés de terrains.
Le retrait-gonflement des sols argileux est susceptible d'engendrer des dommages importants aux bâtiments en cas d’alternance de périodes de sécheresse et de pluie. 56,2 % de la superficie communale est en aléa moyen ou fort (52,8 % au niveau départemental et 48,5 % au niveau national). Sur les 55 bâtiments dénombrés sur la commune en 2019, 52 sont en aléa moyen ou fort, soit 95 %, à comparer aux 70 % au niveau départemental et 54 % au niveau national. Une cartographie de l'exposition du territoire national au retrait gonflement des sols argileux est disponible sur le site du BRGM,.
Concernant les mouvements de terrains, la commune a été reconnue en état de catastrophe naturelle au titre des dommages causés par la sécheresse en 1989 et par des mouvements de terrain en 1999.

#### Risques technologiques
La commune est exposée au risque industriel du fait de la présence sur son territoire d'une entreprise soumise à la directive européenne SEVESO.
Le risque de transport de matières dangereuses sur la commune est lié à sa traversée par des infrastructures routières ou ferroviaires importantes ou la présence d'une canalisation de transport d'hydrocarbures. Un accident se produisant sur de telles infrastructures est en effet susceptible d’avoir des effets graves au bâti ou aux personnes jusqu’à 350 m, selon la nature du matériau transporté. Des dispositions d’urbanisme peuvent être préconisées en conséquence.

## Toponymie
Latin dominus = seigneur, terme de respect signifiant messire, l’accusatif dominum aboutit régulièrement à domnum, puis à dam, et Beron, racine ber = ours, à l'accusatif, nom de personne d’origine germanique.
Damberon, 1177 (Archives départementales d'Eure-et-Loir-H, abbaye Saint-Avit-lès-Châteaudun) ; Dambron, mars 1307 (Archives nationales-JJ 40, fol. 59, no 117) ; Damberon, 1740 (Bibliothèque municipale d’Orléans, Ms 995, fol. 63) ; D’Amberon, XVIIIe s. (Carte de Cassini).

## Histoire
Des fouilles locales sur l'habitat antique et du haut Moyen Âge ont lieu de 1971 à 1983 sous la direction d'Alain Ferdière, qui établit une carte des sites de l'âge de fer et des sites gallo-romains dans le voisinage de Dambron.

## Politique et administration

### Liste des maires
| Période                                  | Période   | Identité         | Étiquette | Qualité              |
| ---------------------------------------- | --------- | ---------------- | --------- | -------------------- |
| mars 2001                                | juin 2020 | Bernard Boucher  | SE        | Agriculteur retraité |
| juin 2020                                | En cours  | Philippe Lesage, |           |                      |
| Les données manquantes sont à compléter. |           |                  |           |                      |

### Politique environnementale
La communauté de communes prend en charge la distribution de l'eau. La station de traitement est située sur la commune de [[Le
Puiset]].

## Population et société

### Démographie
L'évolution du nombre d'habitants est connue à travers les recensements de la population effectués dans la commune depuis 1793. Pour les communes de moins de 10 000 habitants, une enquête de recensement portant sur toute la population est réalisée tous les cinq ans, les populations de référence des années intermédiaires étant quant à elles estimées par interpolation ou extrapolation. Pour la commune, le premier recensement exhaustif entrant dans le cadre du nouveau dispositif a été réalisé en 2007.

En 2022, la commune comptait 99 habitants, en évolution de +1,02 % par rapport à 2016 (Eure-et-Loir : −0,23 %, France hors Mayotte : +2,11 %).
| 1793 | 1800 | 1806 | 1821 | 1831 | 1836 | 1841 | 1846 | 1851 |
| ---- | ---- | ---- | ---- | ---- | ---- | ---- | ---- | ---- |
| 203  | 198  | 220  | 201  | 184  | 225  | 241  | 260  | 265  |

| 1856 | 1861 | 1866 | 1872 | 1876 | 1881 | 1886 | 1891 | 1896 |
| ---- | ---- | ---- | ---- | ---- | ---- | ---- | ---- | ---- |
| 272  | 252  | 250  | 228  | 236  | 242  | 228  | 213  | 201  |

| 1901 | 1906 | 1911 | 1921 | 1926 | 1931 | 1936 | 1946 | 1954 |
| ---- | ---- | ---- | ---- | ---- | ---- | ---- | ---- | ---- |
| 204  | 206  | 210  | 196  | 203  | 205  | 201  | 200  | 212  |

| 1962 | 1968 | 1975 | 1982 | 1990 | 1999 | 2006 | 2007 | 2012 |
| ---- | ---- | ---- | ---- | ---- | ---- | ---- | ---- | ---- |
| 167  | 136  | 104  | 111  | 104  | 104  | 94   | 93   | 88   |

| 2017 | 2022 | - | - | - | - | - | - | - |
| ---- | ---- | - | - | - | - | - | - | - |
| 102  | 99   | - | - | - | - | - | - | - |

### Enseignement
Dambron est située dans l'académie d'Orléans-Tours.
L'enseignement primaire est assuré dans la commune voisine d'Artenay.

## Économie
Dambron est dans le bassin d'emplois de l'aire urbaine d'Orléans.

## Culture locale et patrimoine

### Lieux et monuments
- Église Saint-Sulpice.

Lieux et monuments
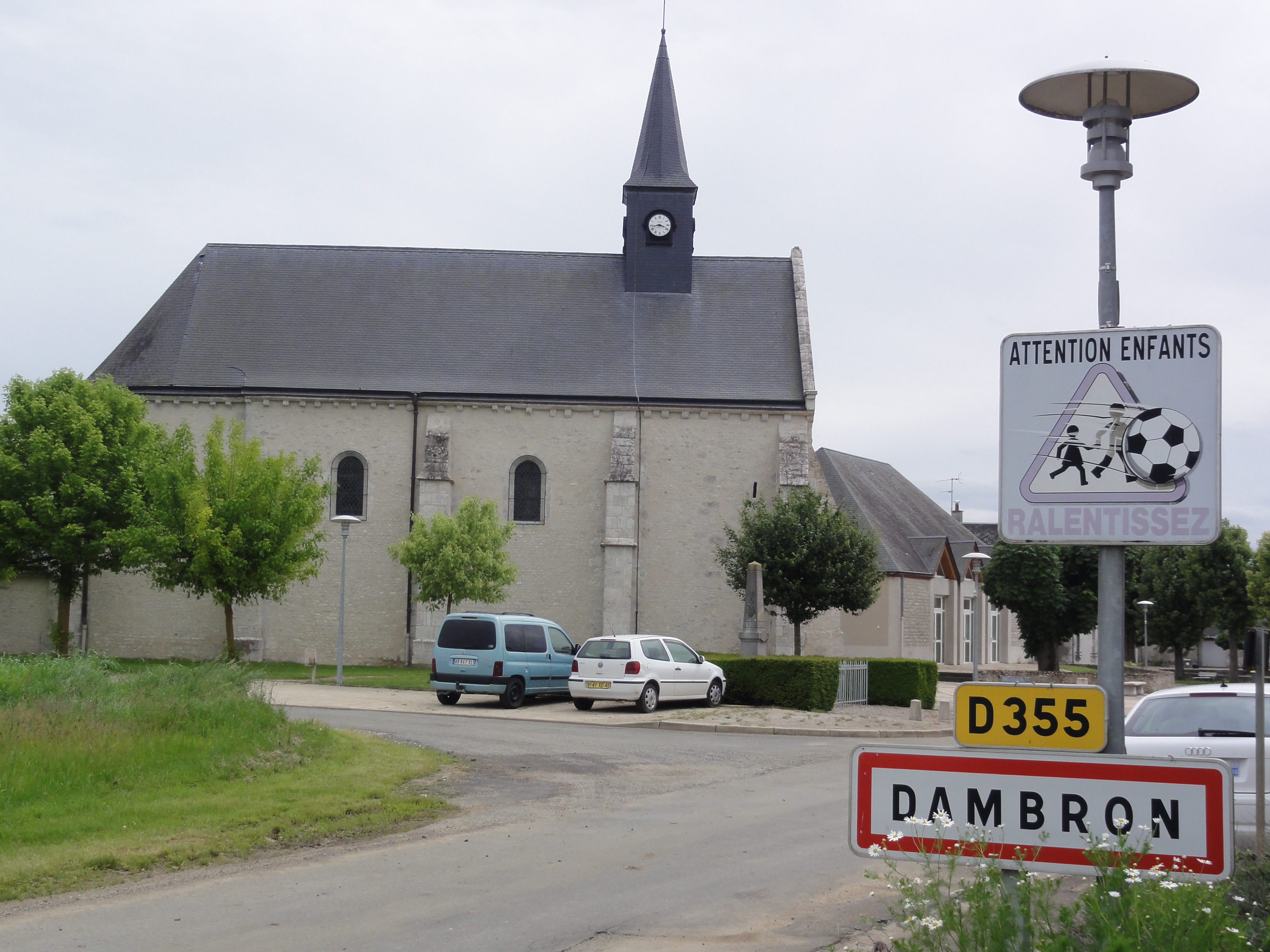
L'église.
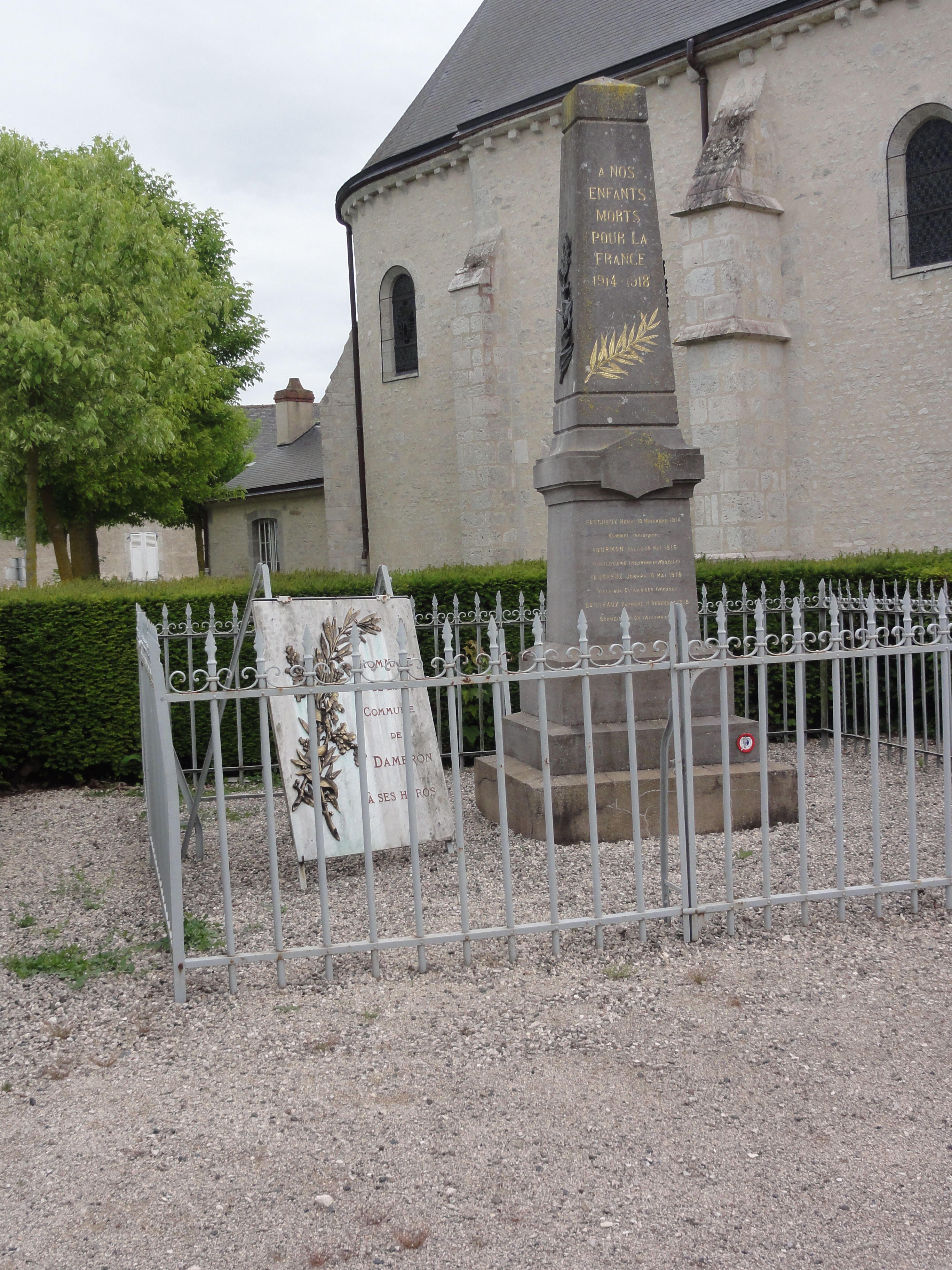
Le monument aux morts.
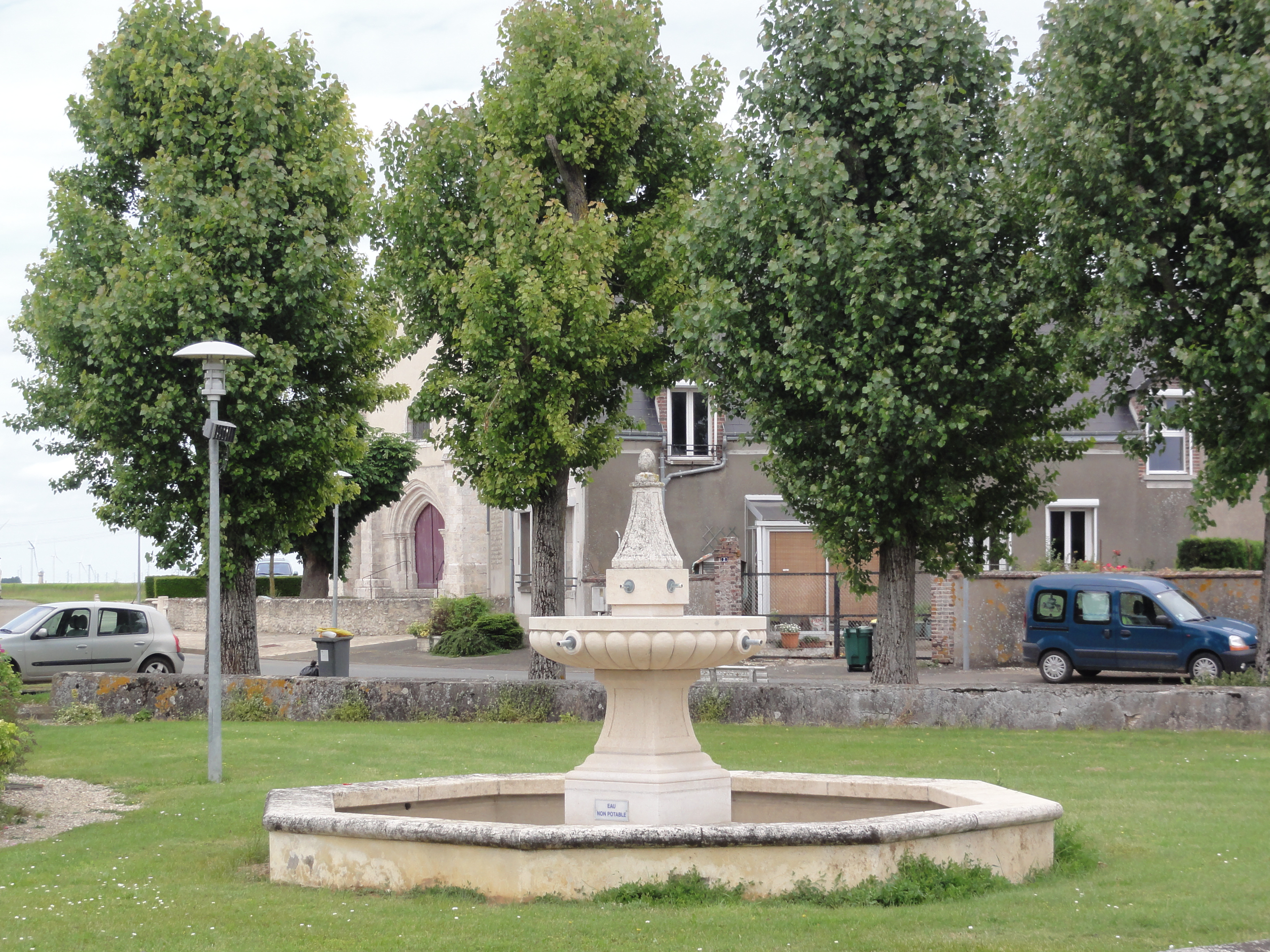
La fontaine.